# بيتر ريفسون
بيتر ريفسون (بالإنجليزية: Peter Revson) مواليد 27 فبراير 1939 في نيويورك، كان سائق فورملا 1 أمريكي سابق بدأ مسيرته الاحترافية سنة 1964. كان أول سباق له هو جائزة موناكو الكبرى 1964، حقق أول فوز له في جائزة بريطانيا الكبرى 1973. خاض خلال مسيرته 32 سباقاً فاز في 2 منها. توفي إثر حادث تعرض له أثناء السباق.

## سباقات شارك فيها
- لو مان 24 ساعة
- بطولة العالم للسيارات الرياضية

## بطولات حققها
- جائزة بريطانيا الكبرى 1973
- جائزة كندا الكبرى 1973

## روابط خارجية
- بيتر ريفسون على موقع Racing-Reference.info (الإنجليزية)
- بيتر ريفسون على موقع DriverDB.com (الإنجليزية)